# Universidad de Dundee
La Universidad de Dundee (en inglés : University of Dundee) es una universidad británica situada en Dundee, en Escocia. Poseyendo oficialmente el estatuto de universidad desde 1967, cuenta con alrededor de 18.000 estudiantes incluidos 5.500 postgraduados.

## Historia
Los orígenes de la universidad se remontan al órgano colegiado universitario base y origen de Dundee así como de la Universidad de St. Andrews. Con el desarrollo de Dundee durante el siglo XIX y la afluencia de población, la necesidad de una universidad en la ciudad se hacía cada vez más patente.

En 1881, el University College Dundee (Órgano colegiado universitario de Dundee) se estableció con el fin de "promover la educación de las personas y desarrollar los estudios de las ciencias, de la literatura y las bellas artes".". Este órgano colegiado universitario no tenía el derecho a otorgar títulos y durante muchos años, sólo preparaba los estudiantes para los exámenes que tenían que realizar en la Universidad de Londres. 

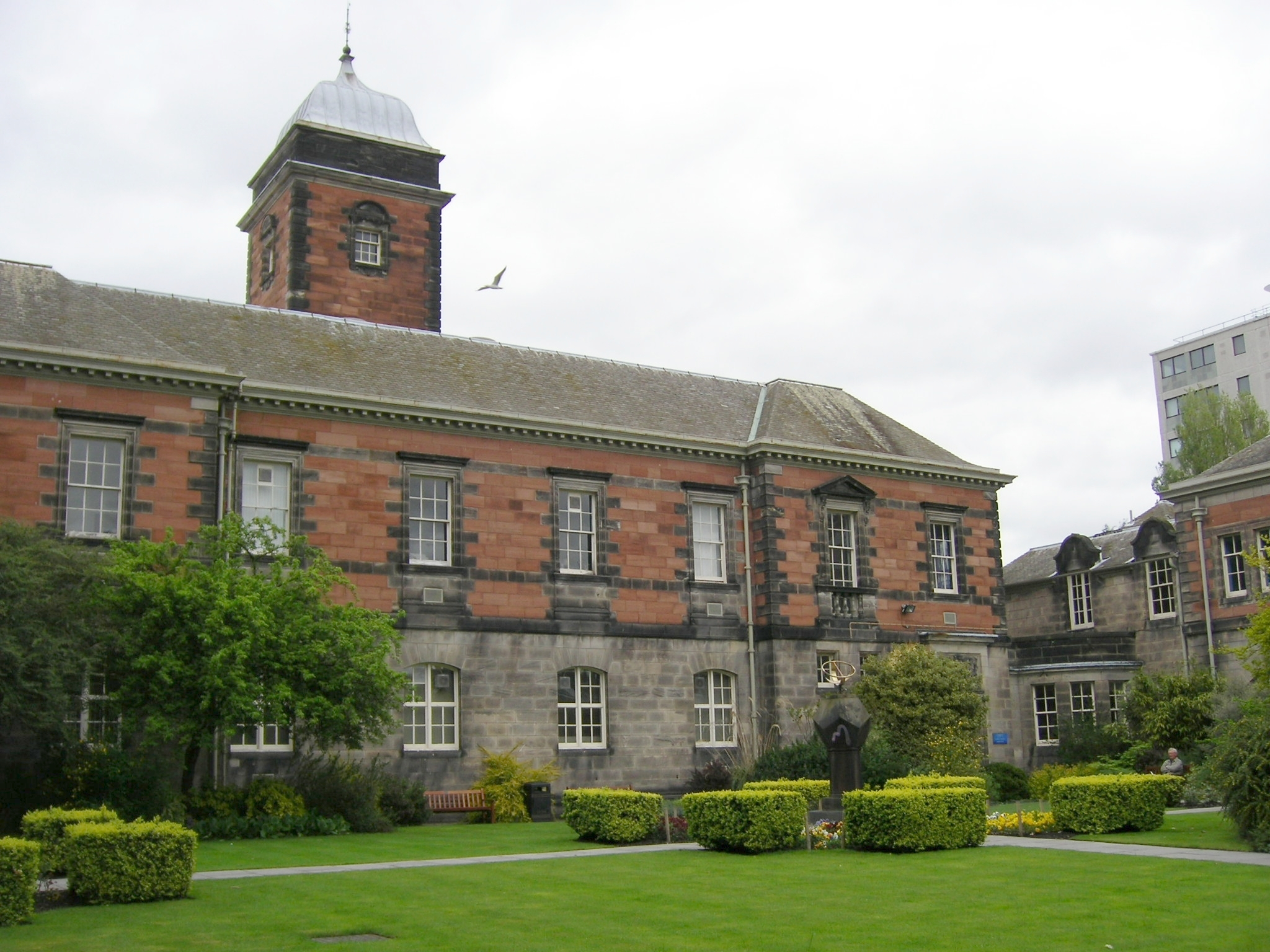
Universidad de Dundee

En 1897, el órgano colegiado universitario de Dundee se convirtió en parte integral de la Universidad de St. Andrews en Fife. Así pues, San Andrés, instalada en un pequeño pueblo y que tenía un personal demasiado escaso para abrir una escuela de medicina, pudo alcanzar un tamaño suficiente permitiéndole inaugurar una. Los estudiantes de medicina podían elegir de hacer sus estudios preclínicos o en Dundee o en St Andrews (en la Bute Medical School) luego de seguir sus estudios clínicos en Dundee.
Con el tiempo, la enseñanza del derecho y la odontología se concentraron en Dundee. Sin embargo, las relaciones entre la Universidad de St Andrews y el University College Dundee eran a menudo tensas. En 1947, el principal del órgano colegiado universitario, Douglas Wimberley, redactó el Wimberley Memo , un análisis de las relaciones entre St Andrews y Dundee que condujo al informe Cooper and Tedder de 1952. Este informe afirmaba que la integración del University College con la Universidad de St Andrews no podía durar más.
En 1954, después de una comisión real, el University College se reeligió en Queen' s College y las dependencias de la Universidad de St Andrews situadas en Dundee ganaron un poco más de independencia. Sin embargo, a pesar de la integración del Dundee School of Economics al college , este último seguía siendo una parte integral de la Universidad de St Andrews. Más tarde, el desarrollo de la enseñanza superior aumentó la presión sobre el Queen' s College de Dundee para que obtener el estatuto de universidad independiente. Esta demanda se volvió una evidencia cuando se creó una universidad independiente en Stirling (una ciudad más pequeña que Dundee) y que se crearon dos nuevas universidades en Edimburgo y en Glasgow: la universidad Heriot-Watt y la Universidad de Strathclyde.

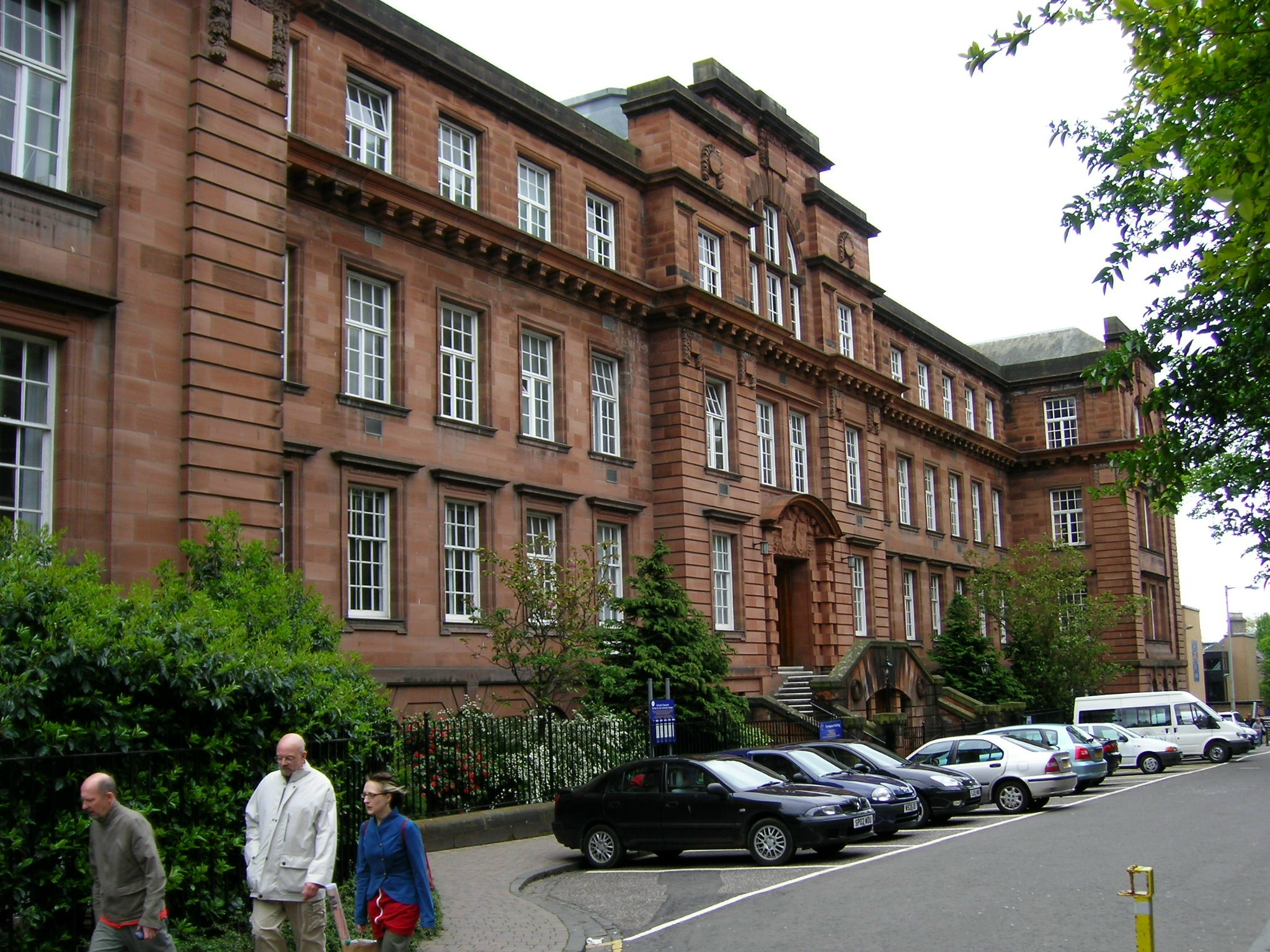
Edificio Scrymgeour alberga los departamentos de derecho, contabilidad, psicología y el Centro para las leyes y política de la Energía, Petróleo y Minerales.

En 1966, el consejo de administración de St Andrews (llamado University Court en Escocia) así como el del Queen's College sometieron una petición al consejo privado de la Reina que solicitaba una carta real a fin de establecer la Universidad de Dundee. La demanda se aceptó y Queen's College pasó a ser la universidad de Dunndee el 1 de agosto de 1967.
La universidad se desarrolla en gran parte desde que adquirió su estatuto y comienza a proponer cursos en medicina, odontología, derecho (Dundee es la única universidad británica donde los estudiantes pueden preparan un Bachelor of Laws en derecho inglés o en derecho escocés), contabilidad,… en 1974, se ha creado una facultad de Letras (Faculty of Letters), posteriormente rediseñada en facultad de Bellas Artes (Faculty of Arts). El mismo año, la universidad comenzó a validar algunos títulos del Duncan of Jordanstone College of Art and Design y en 1988, todos los títulos propuestos por esta institución eran validados por la universidad. En 1994, las dos instituciones se fusionaron, el College of Art and Design volviéndose una facultad de la universidad. En 1996, el Tayside College of Nursing y el Fife College of Health studies pasaron a ser miembros de la universidad y se reestructuró en el School of Nursing and Midwifery. Durante varios años, el Dundee College of Education' otorgó títulos de la Universidad de Dundee pero en diciembre de 2001, este college se fusionó con la universidad para crear la Faculty of Education and Social Work.
Aunque Dundee no se haya convertido en una universidad independiente hasta 1967, comparte la misma estructura que las antiguas universidades escocesas, gracias a su estatuto de antiguo college de St Andrews y pues a este respecto también se considera como una Ancient University aunque el debate existe siempre para determinar hasta qué punto esta universidad puede ser puesta al mismo nivel que las 4 restantes antiguas universidades escocesas.
En 2005, el Times otorgó a la universidad el título de Higher Education Institution of the Year (Instituto de enseñanza superior del año). Dundee se cita también entre las mejores universidades escocesas.